# Арабско кралство Сирия
Арабско кралство Сирия (на арабски: المملكة العربية السورية, al-Mamlakah al-ʿArabiyya al-Sūriya) е самопровъзгласила се, непризната конституционна монархия, съществуваща за кратко на територията на историческа Сирия. Обявенo е на 5 октомври 1918 г. като напълно независимо арабско конституциoнно управление с разрешението на британските военни. Тo придобива де факто независимост като емирство след изтеглянето на британските сили от Администрацията на окупираните вражески територии (OETA) на 26 ноември 1919 г. и e провъзгласено за кралство на 8 март 1920 г.
Като кралство съществува само малко повече от четири месеца, от 8 март до 25 юли 1920 г. По време на краткото си съществуване то се ръководи от сина на Шариф Хюсеин бин Али, Фейсал бин Хюсеин. Въпреки претенциите си към територията на Леванта правителството на Фейсал контролира ограничена територия и е зависимо от Великобритания, която заедно с Франция като цяло се противопоставя на идеята за Велика Сирия и отказва да признае кралството. Кралството се предава на френските сили на 25 юли 1920 г.

## История

### Основаване
Арабското въстание и кореспонденцията „Макмеън-Хюсейн“ са решаващи фактори за основаването на Арабското кралство Сирия. Става въпрос за поредица от писма, разменени по време на Първата световна война, в които правителството на Обединеното кралство се съгласява да признае арабската независимост в голям регион след войната в замяна на това Шерифът на Мека да започне арабското въстание срещу Османската империя. Кореспонденцията има значително влияние върху историята на Близкия изток по време и след войната; спорът за Палестина продължава и след това. 
Тъй като британците обещават независимост, французите сключват споразумението Сайкс-Пико. В крайна сметка изпълнението на споразумението води до подкопаването и края на Арабското кралство Сирия. Въпреки значението на арабското въстание за съвременните арабски страни, формирани след него, по това време има значително недоверие и дори противопоставяне на идеята за арабско кралство или поредица от арабски кралства. Тази опозиция се дължи отчасти на силното влияние на французите и британците в улесняването на бунта и установяването на това, което според съвременните стандарти ще се счита за марионетни държави. Участието на чуждестранни сили в разпределянето на големи суми пари и военна подкрепа за установяване на империя, която ще бъде ръководена от кандидати за империя, а не от легитимни арабски националисти, е инструмент за разпадането на по-голямата част от ранните хашемитски кралства (Кралство Хиджаз и Кралство Ирак). Освен това, по това време много араби изразяват сериозна загриженост, че семейството на шерифа на Мека – Хашемитите може да изтръгне контрола от османския султан, на когото тяхната лоялност е била от векове.

### Арабско конституционно правителство
Към края на Първата световна война британските египетски експедиционни сили под командването на Едмънд Алънби превземат Дамаск на 30 септември 1918 г. Малко след това, на 3 октомври, Фейсал влиза в града.  Ликуването е краткотрайно, тъй като Фейсал скоро разбира за споразумението Сайкс-Пико. Фейсал е започнал да очаква независимо арабско кралство на името на баща си, но скоро му е казано за разделянето на територията и как Сирия пада под френска защитна власт. Фейсал вижда това признание като предателство от страна на британците, но вярва, че действителното споразумение ще бъде постигнато на по-късна дата, когато войната приключи. Има известна вероятност дотогава британците да са променили подкрепата си за френските претенции в Сирия.
На 5 октомври, с разрешението на генерал Алънби, Фейсал обявява създаването на напълно и абсолютно независимо арабско конституционно правителство. Фейсал обявява, че ще бъде арабско правителство, основано на справедливост и равенство за всички араби, независимо от религията. Френският министър-председател Жорж Клемансо намира за обезпокоително създаването на полунезависима арабска държава без международно признание и под егидата на британците. Дори уверенията на Алънби, че всички предприети действия са временни, не облекчават назряващото напрежение между британците, французите и арабите. За арабските националисти и много от арабите, които се бият в Арабското въстание, тази независима държава ще бъде реализацията на една дълго и трудно борена цел.

### Определяне на статуса
След войната, на Парижката мирна конференция от 1919 г. Фейсал настоява за арабска независимост. На конференцията победителите съюзници решават какво ще стане с победените нации от Централните сили, особено кой ще контролира техните територии, като владенията на Османската империя в Близкия Изток. Статутът на арабските земи в Близкия Изток е предмет на интензивни преговори между французите и британците. През май 1919 г. френският и британският министър-председател се срещат в Ке д'Орсе, за да решат помежду си своите съответни претенции към територии или сфери на влияние в Близкия Изток. Срещата решава, че в замяна на британска гаранция за френски контрол в Сирия британците ще получат мандат над Мосул и Палестина.
Почти по същото време американски компромис води до споразумение за създаване на комисия, която да определи желанията на жителите. Въпреки че първоначално подкрепят идеята, Великобритания и Франция в крайна сметка се отказхват, оставяйки Комисията Кинг-Крейн от 1919 г. единствено американска. Констатациите на комисията, публикувани едва през 1922 г. след гласуването на мандатите в Обществото на нациите, показват силна арабска подкрепа за независима арабска държава и противопоставяне на френското присъствие.

### Създаване
Тези събития в Европа карат сирийските националистически общества като ал-Фатат (Младото арабско общество) да подготвят национален конгрес. Тези сирийски националистически общества се застъпват за пълна независимост на арабско кралство, което обединява арабите под властта на Фейсал. Комисията „Кинг-Крейн“ насърчава усилията за обединение и са свикани прибързани избори, включително представители от всички арабски земи, включително Палестина и Ливан, въпреки че френските служители попречват на много от техните представители да пристигнат. Първата официална сесия на Сирийския конгрес се провежда на 3 юни 1919 г. и членът на Ал-Фатат Хашим ал-Атаси е избран за негов президент. Когато комисията Кинг-Крейн пристига в Дамаск на 25 юни 1919 г., тя е посрещната с вълна от листовки, в които пише „Независимост или смърт“.
На 2 юли Сирийският национален конгрес в Дамаск приема програмата за Дамаск – поредица от резолюции, призоваващи за напълно независима конституционна монархия с Фейсал като крал, искайки помощ от Съединените щати и отхвърляйки всякакви права, заявени от французите. Резолюциите определят границите като „на север, веригата Тавър; на юг, линия, минаваща от Рафах до Ал-Джауф и следваща границата между Сирия и Хеяз под Акаба; на изток, границата, образувана от реките Ефрат и Хабур и линия, простираща се от известно разстояние източно от Абу-Камал до известно разстояние източно от ал-Джауф; на запад Средиземно море.“
Всякаква надежда, която Фейсал може да е имал, че или британците, или американците ще му се притекат на помощ и ще противодействат на френските ходове, бързо изчезва, особено след англо-френското споразумение за изтегляне на британските войски от Сирия и края на британското военно управление в Сирия. Британците се изтеглят от региона на 26 ноември 1919 г.
През януари 1920 г. Фейсал е принуден да сключи споразумение с Франция, което постановява, че Франция ще поддържа съществуването на сирийската държава и няма да разполага войски в Сирия, докато френското правителство остава единственото правителство, предоставящо съветници, съветници и технически експерти. Новината за този компромис не вещае нищо добро за яростно антифренските и настроени към независимостта привърженици на Фейсал, които веднага притисват Фейсал да отмени ангажимента си, което и прави. След този обрат са извършени жестоки атаки срещу френските сили и Сирийският конгрес се събира през март 1920 г., за да обяви Фейсал за крал на Сирия, както и официално да създаде Арабско кралство Сирия с Хашим ал-Атаси като министър-председател и Юсуф ал-'Азма като министър на войната и началник-щаб.
Това едностранно действие е незабавно отхвърлено от британците и французите и конференцията в Сан Ремо е свикана от Съюзническите сили през април 1920 г., за да финализира разпределението на мандатите на Обществото на нациите в Близкия Изток. Това на свой ред е отхвърлено от Фейсал и неговите поддръжници. След месеци на нестабилност и неизпълнение на обещанията към французите, командирът на френските сили генерал Анри Гуро дава ултиматум на крал Фейсал на 14 юли 1920 г., заявявайки, че ще се предаде или ще се бие.

### Разпадане
Притеснен за резултатите от дългата кървава битка с французите, крал Фейсал се предава. Въпреки това министърът на отбраната Юсуф ал-Азма пренебрегва заповедта на краля и повежда малка армия, за да се изправи срещу френското настъпление в Сирия. Тази армия зависи главно от индивидуални оръжия и не може да се мери с френската артилерия. В битката при Майсалун сирийската армия е лесно победена от французите, като генерал ал-Азма е убит по време на битката. Загубата води до обсадата и превземането на Дамаск на 24 юли 1920 г. и френският мандат за Сирия и Ливан влиза в сила след това.

## Наследство
След като се предава на френските сили, Фейсал е изгонен от Сирия и отива да живее в Обединеното кралство през август 1920 г. През август 1921 г. му е предложена короната на Ирак под британския мандат в Ирак.
Профренско правителство под ръководството на Аладин Ал-Друби е установено ден след падането на Дамаск, на 25 юли 1920 г. На 1 септември 1920 г. генерал Гуро разделя територията на Сирия под френския мандат на няколко по-малки държави като част от френска схема, за да направи Сирия по-лесна за контрол.
Кралството, чрез своето кратко и бурно съществуване, става обект на голямо вдъхновение за по-късните арабски освободителни движения. Това е често повтаряната история за арабски народ, който се освобождава от своите колониални връзки, само за да бъде наказан за революционния си плам и за съпротивата си срещу имперските сили. Символиката на падането на Кралство Сирия също внушава дълбоко недоверие към европейските сили, които са разглеждани като лъжци и потисници.

## Управление
Крале
- Файсал I (8 март 1920 – 28 юли 1920)

Премиери
- Ал Рида Паша ал-Рикаби (8 март 1920 – 3 май 1920)
- Хашим ал-Атаси (3 май 1920 – 28 юли 1920)